# Cameroun aux Jeux paralympiques d'été de 2016
Le Cameroun participe aux Jeux paralympiques d'été de 2016 à Rio de Janeiro. Il s'agit de la deuxième participation de ce pays aux Jeux paralympiques d'été.
Un seul sportif, l'athlète Christian Gobé, concourt au lancer du poids.

## Athlétisme
Le Cameroun envoie un seul concurrent, Christian Gobé, qui participe à l'épreuve du lancer du poids F55, où il termine à la huitième place avec un meilleur jet à 10,28 mètres.
| Discipline                 | Athlète        | Performance | Rang |
| Lancer du poids hommes F55 | Christian Gobé | 10,28 m     | 8e   |